# NGC 6110
NGC 6110 (другие обозначения — ZWG 196.27, KUG 1615+352C, PGC 57751) — галактика в созвездии Северная Корона.
Этот объект входит в число перечисленных в оригинальной редакции «Нового общего каталога».